# International Falcon Movement – Socialist Educational International
International Falcon Movement – Socialist Educational International (IFM-SEI) är en internationell, icke-vinstdrivande organisation baserad i Belgien, som bedriver verksamhet för att stärka barns rättigheter i samhället. Den är en systerorganisation till Socialistinternationalen och arbetar i nära samarbete med International Union of Socialist Youth (IUSY) och Unga europeiska socialdemokrater (Young European Socialists, YES). IFM-SEI bildades 1922 av den tyske socialdemokratiske politikern Kurt Löwenstein (USPD/SPD), som också 1904 var med och grundade den tyska örn-organisationen, SJD – Die Falken.

## Ordförande
- Max Winterr från Rote Falken,  Österrike (1925)
- Anton Tesarek från Rote Falken,  Österrike (1955–1959)
- Hans Matzenauer från Rote Falken,  Österrike (1967–1980)
- Eric Nielsen från DUI-Leg og Virke,  Danmark (1980–1983)
- Piet Kempenaars från  Belgien (1983–1985)
- Eric Nilsson från Unga Örnar,  Sverige (1985)
- Jerry Svensson från Unga Örnar,  Sverige (1985–1995)
- Jessi Sörensen från DUI-Leg og Virke,  Danmark (1995–2001)
- Östen Lövgren från Unga Örnar,  Sverige (2001–2005)
- Ted Birch från Unga Örnar,  Sverige (2005–2007)
- Tim Scholz från Sozialistische Jugend Deutschlands – Die Falken,  Tyskland (2007–2013)
- Ana Maria Almario från Fundación Acacia,  Colombia (2013–2016)
- Sylvia Siqueira Campos från Mirim Brasil,  Brasilien (2016–2018)
- Christina Schauer från Rote Falken,  Österrike (2018–)